# Jozjef Sabo
Jozjef Sabo (ukrainska: Йожеф Йожефович Сабо), född den 29 februari 1940 i Ungvár, Ungern, är en sovjetisk fotbollsspelare som medverkade i det sovjetiska landslaget som tog OS-brons i fotbollsturneringen vid de olympiska sommarspelen 1972 i München.